# Pterocaulon rugosum
Pterocaulon rugosum là một loài thực vật có hoa trong họ Cúc. Loài này được (Vahl) Malme miêu tả khoa học đầu tiên năm 1901.